# Ceramica Flaminia
Ceramica Flaminia (Kod UCI: FLM) – włoska zawodowa grupa kolarska istniejąca w latach 2005–2010.
Sponsorem tytularnym grupy była firma Ceramica Flaminia.

## Nazwa grupy w poszczególnych latach
| lata      | nazwa                           |
| --------- | ------------------------------- |
| 2005–2007 | Ceramica Flaminia               |
| 2008–2009 | Ceramica Flaminia-Bossini Docce |
| 2010      | Ceramica Flaminia               |

## Składy

### Sezon 2008
- Adriano Angeloni ( Włochy)
- Julian Dario Atehortua ( Kolumbia)
- Maurizio Biondo ( Włochy)
- Davide Bonuccelli ( Włochy)
- Mychajło Chaliłow ( Ukraina)
- Gianluca Coletta ( Włochy)
- Antonio D’Aniello ( Włochy)
- Wołodymyr Duma ( Ukraina)
- Cristiano Fumagalli ( Włochy)
- Leonardo Giordani ( Włochy)
- Dainius Kairelis ( Litwa)
- Hubert Kryś ( Polska)
- Tomasz Marczyński ( Polska)
- Ricardo Martins ( Portugalia)
- Luigi Sestili ( Włochy)
- Filippo Simeoni ( Włochy)

### Sezon 2006
- Adriano Angeloni ( Włochy)
- Stefano Boggia ( Włochy)
- Ivan Degasperi ( Włochy)
- Gianluca Geremia ( Włochy)
- Hubert Kryś ( Polska)
- Aliaksandr Kuchunski ( Białoruś)
- Paolo Longo Borghini ( Włochy)
- Tomasz Marczyński ( Polska)
- Massimiliano Martella ( Włochy)
- Domenico Quagliarella ( Włochy)
- Maxim Rudenko ( Ukraina)
- Manuele Spadi ( Włochy)
- Krzysztof Szczawiński ( Polska)
- Maurizio Varini ( Włochy)